# Garcinia latissima
Garcinia latissima là một loài thực vật có hoa trong họ Bứa. Loài này được Miq. mô tả khoa học đầu tiên năm 1864.